# سیلویا کارترایت
سیلویا کارترایت (انگلیسی: Silvia Cartwright؛ زادهٔ ۷ نوامبر ۱۹۴۳) سیاست‌مدار اهل نیوزیلند است. وی از ۴ آوریل ۲۰۰۱ تا ۴ اوت ۲۰۰۶ فرماندار کل نیوزیلند بود.